# Altmarks voetbalkampioenschap
Het Altmarks voetbalkampioenschap (Duits: Gauliga Altmark)  was een van de regionale voetbalcompetities van de Midden-Duitse voetbalbond, die bestond van 1910 tot 1933. De kampioen plaatste zich telkens voor de Midden-Duitse eindronde en maakte zo ook kans op de nationale eindronde.
De competitie bestond van 1910 tot 1919 met enkele onderbrekingen. In 1917 eindigden drie clubs op de eerste plaats, en werd nummer vier in de stand, Herta Wittenberge, naar de eindronde gestuurd. Het is niet bekend welke club dat jaar de titel toegewezen kreeg. Van 1919 tot 1923 werden de clubs ondergebracht in de Kreisliga Elbe tot 1923 als tweede klasse, daarna werd de competitie terug zelfstandig als Gauliga Altmark. 
Vanaf 1931 werden ook de clubs uit de competitie Jeetze bij Altmark gevoegd. De eerste twee seizoenen waren er nog twee aparte groepen, maar in 1932 werden deze samen gevoegd.
In 1933 kwam de Nationaalsocialistische Duitse Arbeiderspartij aan de macht en werden de overkoepelende voetbalbonden en hun talloze onderverdelingen opgeheven om plaats te maken voor de nieuwe Gauliga.

## Erelijst
- 1911 Preußen Stendal
- 1912 Minerva Wittenberge
- 1913 Viktoria Stendal
- 1914 Herta Wittenberge
- 1917 Onbekend
- 1918 Herta Wittenberge
- 1919 Viktoria Stendal
- 1924 Viktoria Stendal
- 1925 Viktoria Stendal
- 1926 Herta Wittenberge
- 1927 Viktoria Stendal
- 1928 Saxonia Tangermünde
- 1929 Viktoria Stendal
- 1930 Viktoria Stendal
- 1931 Viktoria Stendal
- 1932 Singer TuSV Wittenberge
- 1933 Singer TuSV Wittenberge

## Eeuwige ranglijst

### Kampioenen
| Club                     | Titels |
| ------------------------ | ------ |
| FC Viktoria 1909 Stendal | 8      |
| Herta 1909 Wittenberge   | 3      |
| Singer TuSV Wittenberge  | 2      |
| Minerva Wittenberge      | 1      |
| Saxonia Tangermünde      | 1      |
| Preußen Stendal          | 1      |

### Seizoenen eerste klasse
Zowel de Altmarkse seizoenen als die van Jeetze zijn herin opgenomen. Jeetze was tussen 1923 en 1930 een aparte competitie en werd toen in de Altmarkse geïntegreerd. Seizoen 1918/19 van Altmark is niet opgenomen omdat van dat seizoen enkel de kampioen bekend is. 
| Club                         | /16 | Periode (1910-1914, 1916-1918, 1923-1933) |
| ---------------------------- | --- | ----------------------------------------- |
| FC Saxonia 1907 Tangermünde  | 16  | 1910-1914, 1916-1918, 1923-1933           |
| FC Viktoria 1909 Stendal     | 16  | 1910-1914, 1916-1918, 1923-1933           |
| SC Minerva 1909 Wittenberge  | 16  | 1910-1914, 1916-1918, 1923-1933           |
| SC Herta Wittenberge         | 15  | 1910-1914, 1916-1918, 1924-1933           |
| Stendaler BC 1910            | 14  | 1910-1914, 1923-1933                      |
| FC Siegfried Wahrburg        | 11  | 1916-1918, 1923-1932                      |
| SV Wustrow                   | 10  | 1923-1933                                 |
| VfL Gardelegen               | 10  | 1923-1933                                 |
| FC 1909 Salzwedel            | 9   | 1923-1929, 1930-1933                      |
| SV Eintracht Salzwedel       | 9   | 1923-1932                                 |
| SV 1888 Wittenberge          | 9   | 1923-1931, 1932-1933                      |
| VfB 1907 Klötze              | 9   | 1923-1932                                 |
| FV Fortuna Tangermünde       | 5   | 1926-1929, 1931-1933                      |
| RBC 1909 Rathenow            | 5   | 1910-1914, 1916-1917                      |
| SV Germania Tangerhütte      | 5   | 1923-1926, 1929-1931                      |
| SpV Eichstedt-Goldbeck       | 5   | 1927-1932                                 |
| FC Spartanus 06 Rathenow     | 4   | 1910-1912, 1916-1918                      |
| MTS Lüchow                   | 4   | 1924-1925, 1926-1929                      |
| Singer TuSV Wittenberge 1926 | 3   | 1930-1933                                 |
| TSV Immekath                 | 3   | 1928-1931                                 |
| FC Pfeil Rathenow            | 2   | 1912-1914                                 |
| FC Hohenzollern Stendal      | 2   | 1916-1918                                 |
| SuS 1924 Salzwedel           | 2   | 1924-1926                                 |
| FC Blücher Barnebeck         | 2   | 1927-1928, 1929-1930                      |
| Rathenower FC 1909           | 1   | 1910-1911                                 |
| TSV 1898 Wittenberge         | 1   | 1923-1924                                 |
| TV Jahn Salzwedel            | 1   | 1923-1924                                 |
| TuSV Kusey                   | 1   | 1923-1924                                 |
| SV Kalbe/Milde               | 1   | 1923-1924                                 |
| FC 1912 Beetzendorf          | 1   | 1923-1924                                 |
| FC 1919 Dähre                | 1   | 1924-1925                                 |
| TG Jahn Welfen Stendal       | 1   | 1924-1925                                 |
| SV 1920 Schwiesau            | 1   | 1929-1930                                 |
| SC Arendsee                  | 1   | 1930-1931                                 |

1910/11 · 1911/12 · 1912/13 · 1913/14 · 1916/17 · 1917/18 · 1918/19 · 1923/24 · 1924/25 · 1925/26 · 1926/27 · 1927/28 · 1928/29 · 1929/30 · 1930/31 · 1931/32 · 1932/33